# Månens geologiske tidsaldre
 Der er for få eller ingen kildehenvisninger i denne artikel, hvilket er et problem. Du kan hjælpe ved at angive troværdige kilder til de påstande, som fremføres i artiklen.

Månens geologiske tidsaldre (eller de selenologiske tidsaldre) opdeler den geologiske historie for Jordens måne i fem almindeligt anerkendte geologiske perioder: Copernician, Eratosthenian, Imbrian (øvre og nedre), Nectarian og Præ-Nectarian. Grænserne mellem disse perioder er fastlagt ud fra store nedslag på Månen, der har medført dannelse af nedslagskratere, som har ændret Månens overflade, ud fra ændringer i kraternes morfologi over tiden samt ud fra størrelses- og hyppighedsfordeling af kratere, som ligger over geologiske dannelser. Disse tidsaldres absolutte datering er blevet indkredset ved radiometrisk datering af prøver, som er indsamlet på Månens overflade. Der debatteres imidlertid stadig om tidsfastsættelsen af visse nøglebegivenheder, fordi det er vanskeligt at sammenkæde prøver af regolit fra Månen med de geologiske formationer, og fordi den radiometriske alder for de fleste måneprøver er blevet stærkt påvirket af det intense bombardement fra rummet, som materialet har været udsat for i meget lange tidsrum.

## Månestratigrafi
De to primære processer, som har ændret Månens overflade, er kraterdannelse ved nedslag og vulkanisme, og ved at bruge gængse stratigrafiske principper (som superpositionsprincippet) er det muligt at ordne disse geologiske begivenheder i tidsmæssig rækkefølge. En gang mente man, at basalten i mareområderne kunne udgøre en enkelt stratigrafisk enhed med en ganske bestemt alder, men det er siden indset, at mareområdernes vulkanske aktivitet var en løbende proces, som begyndte så tidligt som for 4,2 milliarder år siden, og som måske fortsatte så langt som til for 1,2 milliarder år siden.
Nedslagsbegivenheder er langt de mest nyttige til fastlæggelse af Månens stratigrafi, eftersom de er talrige og er sket på et ganske bestemt tidspunkt. De vedvarende virkninger af fortsatte nedslag over lange tidsperioder ændrer månelandskabernes morfologi kvantitativt, og omfanget af erosion af en bestemt type landskab kan derfor ligeledes benyttes til at tilskrive det en relativ alder.
Tidsskalaen for Månens geologiske perioder er som nævnt blevet opdelt i fem perioder (Præ-Nectarian, Nectarian, Imbrian, Eratosthenian og Copernican), hvoraf perioden Imbrian igen er underopdelt i to æraer. I mange områder af Månens højlande er det ikke muligt at skelne mellem materiale fra Nectarian og Præ-Nectarian, og aflejringerne her betegnes derfor af og til som bare Præ-Imbrian (før Imbrian). Opdelingen af det geologiske forløb i tidsperioder er baseret på forekomsten af passende geomorfologiske markører, hvorimod der ikke er tale om, at der skete fundamentale ændringer i de geologiske processer ved overgangen mellem de forskellige perioder.
Månen er enestående i Solsystemet ved at være det eneste andet himmellegeme (bortset fra Jorden selv), hvorfra vi har overfladeprøver fra en kendt geologisk sammenhæng. Ved at sammenholde alderen på de prøver, som blev indhentet af Apollo-måneekspeditionerne, med kendte geologiske enheder har det været muligt at tilskrive en absolut alder til nogle af disse geologiske perioder. Tidslinjen nedenfor repræsenterer en sådan opdeling, men det er vigtigt at bemærke (som det også fremgår af det følgende), at nogle af dateringerne er usikre og omdiskuterede.

### Præ-Nectarian
Perioden Præ-Nectarian starter på det tidspunkt, hvor Månens skorpe dannedes og ender på tidspunktet for Nectaris-nedslaget. Nectaris ligger på Månens forside og er et nedslagsbassin med multiple ringformede rande og har spredt et tæppe af "udkastninger" over omgivelserne, der tjener som en nyttig stratigrafisk markør. Der er i alt 30 nedslagsbassiner, som henføres til denne periode, hvoraf det ældste er Sydpol-Aitken bassinet. Perioden opdeles uformelt i den kryptiske æra og bassingruppe 1-9,, men disse opdelinger benyttes ikke på noget geologisk kort.

### Nectarian
Nectarian-perioden omfatter alle begivenheder, som skete mellem dannelsen af Nectaris- og Imbrium-nedslagsbassinerne. Der henføres 12 flerrandede nedslagsbassiner til Nectarianperioden, herunder Serenitatis- og Crisium-bassinerne. Et af de videnskabelige mål med Apollo 16-missionen var at få dateret materiale, som blev hentet fra Nectaris-bassinet. Alligevel er dette bassins alder noget omstridt. Den mest citerede alder er 3,92 milliarder år og lidt mindre hyppigt 3,85 milliarder år. Men for ikke så længe siden er fremkommet en ny datering, ifølge hvilken det i virkeligheden kan være meget ældre, endog omkring 4,1 milliarder år.

### Imbrian
Imbrian-perioden er som nævnt blevet underopdelt i æraerne Øvre- og Nedre Imbrian. Heraf er Nedre Imbrian defineret som tidsperioden mellem dannelsen af Imbrium- og Orientale-nedslagsbassinerne. Det førstnævnte menes dannet for 3,85 milliarder år siden, men enkelte vil dog datere begivenheden til en alder på 3,77 milliarder år. Schrödinger-bassinet er det eneste bassin med multiple ringe, hvis alder hører til Nedre Imbrian, og der er ikke dannet store bassiner af denne type efter perioden.
Øvre Imbrian er defineret som tidsrummet mellem dannelsen af Orientale-bassinet og det tidspunkt, hvor kratere af størrelsen (DL) er næsten forsvundet på grund af erosionsprocesser. Orientale-bassinets alder er ikke blevet fastslået direkte, men det må være ældre end 3,72 milliarder år (baseret på alderen af mare-basalt fra Øvre Imbrian) og kan være så gammelt som 3,84 milliarder år (baseret på størrelses- og hyppighedsfordeling af kratere, som ligger over udkastninger fra Orientale). Omkring to trediedele af Månens forekomster af mare-basalt brød frem i Øvre Imbrian-æraen, og mange af disse lavastrømme oversvømmede og opfyldte sænkninger, som var forbundet med ældre nedslagsbassiner.

### Eratosthenian
Begyndelsen af Eratosthenian-perioden er som nævnt defineret som det tidspunkt, før hvilket kratere på en geologisk enhed af størrelse DL næsten helt er udslettet ved erosion. Den vigtigste erosionsårsag på Månen er nyere nedslag, men også seismiske modifikationer kan spille en mindre rolle. Grænsens absolutte alder er ikke veldefineret, men ansættes gerne til nær 3,2 milliarder år. Undergrænsen for perioden er defineret ud fra den erkendelse, at nyere materiale på måneoverfladen, som er "gravet op" fra undergrunden ved nedslag, i almindelighed er lyst, og at det bliver mørkere med tiden som følge af rum-erosionsprocesser. Operationelt defineredes tidspunktet oprindeligt som det, hvor nedslagskratere mistede deres klare strålesystemer. Denne definition er imidlertid under kritik, fordi nogle kraterstråler er klare på grund af deres sammensætning uden relation til den mængde rum-erosion, de har været udsat for. I særdeleshed gælder det, at hvis udkastninger fra et krater i Månens højland (som består af lyse, anorthositiske materialer), aflejres over marer (der har lav albedo), vil det blive ved med at se lyst ud, selv efter at have været udsat for rum-erosion.

### Copernician
Copernician er den yngste geologiske periode for Månen. Som nævnt ovenfor var det oprindeligt tilstedeværelsen af et lyst strålesystem omkring et nedslagskrater, som benyttedes til at henføre dette til Copernician, men dette kompliceres af eksistensen af strålesystemer med speciel stofsammensætning. Begyndelsen af Copernician-perioden svarer ikke til tidspunktet for dannelsen af Copernicus-nedslagskrateret, og periodens begyndelse er ikke godt fastlagt, men en ofte citeret alder er 1,1 milliarder år. Copernician-perioden strækker sig helt til nutiden.

## Forholdet til Jordens geologiske tidsaldre
Opdelingen af Månens historie i tidsaldre er som nævnt sket efter nogle få geologiske markører, der er forholdsvis lette at placere. De er særdeles nyttige til at indordne geologiske begivenheder i deres relative rækkefølge, men udtrykker ikke nogen fundamentale ændringer i de geologiske processer. Yderligere er de nedslag, der karakteriserer de valgte afgræsninger, punktmæssige begivenheder, som med ringe sandsynlighed svarer til nogen specifik geologisk begivenhed hverken på Jorden, Merkur, Venus eller Mars.
Et enkelt fremtrædende videnskabeligt værk  har dog været fortaler for at bruge Månens tidsskala til at opdele Hadal-æonen (som ikke er officielt anerkendt) i Jordens geologiske tidsaldre. Det ses af og til, at Hadal som for Månens vedkommende opdeles i en "kryptisk æra", bassingrupperne 1-9, Nectarian og Nedre Imbrian. Det er dog ikke helt overensstemmende med tidsskalaen for Månen, hvor kryptisk æra og bassingruppe 1-9 udgør perioden Præ-Nectarian.